# Gerhart Drabsch
Hermann Wilhelm Gerhart Drabsch (* 11. September 1902 in Potsdam; † April oder Mai 1945 in Moldenhütten) war ein deutscher Schriftsteller.

## Leben
Drabsch besuchte das Viktoriagymnasium in Potsdam. Im Herbst 1918 diente er als Ordonnanz beim Armeeoberkommando 8 in Riga. Nach einem freiwilligen Dienst in der schwarzen Reichswehr 1919/20 in Westpreußen studierte er in Berlin, München und Heidelberg Literatur und Geschichte.
Er heiratete 1926 seine Kommilitonin Karla (1902–1994), 1927 und 1929 wurden die Söhne Karl-Stefan und Manfred geboren. Drabsch war 1928 Teilnehmer an den Olympischen Kunstwettbewerben.
Im November 1933 trat Drabsch freiwillig in die Allgemeine SS ein (SS-Nummer 204.213). Er verfolgte eine Offizierslaufbahn im Rasse- und Siedlungshauptamt. Als SS-Obersturmführer war er für die Durchsetzung der Germanisierungs- und Siedlungspolitik in Polen und Tschechien tätig.
Im Herbst 1936 erwarben die Eltern seiner Ehefrau das Schloss Teupitz. Dort eröffnete das Ehepaar einen nationalsozialistischen Werkstattbetrieb, der sich mit der Fertigung von Blusen, Kleidern und Tischdecken nach eigenem Entwurf beschäftigte. Am 9. Juni 1937 beantragte er die Aufnahme in die NSDAP und wurde rückwirkend zum 1. Mai desselben Jahres aufgenommen (Mitgliedsnummer 4.634.703).
Im Jahre 1942 wurde er mit dem Hans-Schemm-Preis ausgezeichnet.
Er fiel als Sturmmann der Waffen-SS bei den Kriegskämpfen um den Kessel von Halbe. Sein Grab befindet sich auf dem Waldfriedhof Halbe, Reihe 8, Stein 211, Grab 617.
Drabsch' bekanntestes Werk ist das illustrierte Kinderbuch Die Indianergeschichte, das auch nach dem Krieg mehrmals neu aufgelegt und ins Türkische übersetzt wurde.

## Veröffentlichungen
- Langemarck. In: Weißer Ritter Almanach 1924
- Manfred an Teja. (Liebesnovelle) In: Weißer Ritter Almanach 1925
- Die Indianergeschichte. Mit Holzschnitten von Alfred Zacharias. Wiking Verlag Berlin 1935
- Die Burg. Mit Holzschnitten von Alfred Zacharias. Wiking Verlag Berlin 1939
- Die Deutschen – das Volk des Lebens. Industrie-Druckerei. Prag 1942
- Der unsterbliche Kasperle oder Über die Freiheit des Geistes. Mit Holzschnitten von Hans Orlowski. Wiking Verlag Berlin 1944